# Дон Паскуале
«Дон Паскуале» (итал. Don Pasquale) — опера-буффа в трёх актах итальянского композитора Гаэтано Доницетти, написанная им (вчерне) за 11 дней. Считается вершиной этого жанра в XIX веке и одновременно завершающей точкой его развития.
Итальянское либретто написано, вероятно, в сотрудничестве с Микеле Аккурси (псевдоним Джакомо Руффини) на основе либретто Анджело Анелли «Ser Marcantonio» (1810). Персонажи «Дона Паскуале» по традиции оперы-буффа напоминают персонажей комедии дель арте: дон Паскуале — Панталоне, Эрнесто — Пьеро, Малатеста — Скарпино, Норина — Коломбину. 
Премьера состоялась 3 января 1843 года в Париже в Итальянской опере. Основные партии исполняли участники «пуританского квартета»: Гризи (Норина), Тамбурини (Малатеста) и Лаблаш (дон Паскуале). Теноровая роль Эрнесто была исполнена Марио.

## Действующие лица
Согласно книге «Сто великих опер и их сюжеты»:
| Действующее лицо                    | Певческий голос   |
| Дон Паскуале, старый холостяк       | бас               |
| Доктор Малатеста, его друг          | баритон           |
| Эрнесто, племянник дона Паскуале    | тенор             |
| Норина, молодая вдова               | сопрано           |
| Карлотто, кузен Малатесты, нотариус | тенор или баритон |
| Слуги, служанки и приказчики        |                   |

Время действия: начало XIX века.
Место действия: Рим.

## Содержание

### Первый акт

#### Картина первая. В усадьбе Дона Паскуале
Старый богатый холостяк Дон Паскуале жалуется своему другу доктору Малатесте на свою жизнь и своего племянника Эрнесто. Старик хочет женить племянника на богатой невесте и спровадить из дому, а самому жениться на молодой женщине. Появляется Эрнесто. Он отказывается жениться по выбору дяди, потому что любит другую. Старик приходит в ярость. Завтра же Эрнесто может убираться из дому на все четыре стороны.

#### Картина вторая. В доме Норины
Норина одна. Она вспоминает всех своих ухажёров — претендентов на руку красивой и молодой вдовы, но любит она только Эрнесто. Входит Малатеста. Он рассказывает о замыслах Дона Паскуале и предлагает Норине проучить старика. Он представит её как свою сестру Софронию — скромницу, воспитанную в стенах монастыря, а затем с помощью мнимого нотариуса (своего кузена Карлотто) заключит мнимый брак между доном Паскуале и Нориной, чтобы показать старику «прелести» семейной жизни с молодой женой. Норина согласна.

### Второй акт

#### Зал в доме Дона Паскуале
Эрнесто прощается с домом, в котором прошли его детство и юность. Дон Паскуале радуется тому, что избавился от племянника и может начать новую жизнь. Малатеста приводит Норину. Норина изображает набожную невинную девушку. Дон Паскуале очарован ею и просит Малатесту немедленно послать за нотариусом, чтобы заключить брак. Появляется мнимый нотариус Карлотто. Для заключения брака нужен свидетель. В зал врывается Эрнесто, пришедший попрощаться с дядей. Он сердит, так как его не впускали слуги. Видя Норину в роли невесты своего дяди, Эрнесто приходит в ужас. Малатеста тайком наспех объясняет ему суть дела и уговаривает присоединиться к авантюре, подписав контракт в качестве второго свидетеля. Как только брак заключён, Норина немедленно превращается из скромной невинной девушки в разъярённую, злую и сварливую фурию. Она требует денег и заставляет Дона Паскуале оставить в доме Эрнесто. Дон Паскуале в ужасе.

### Третий акт

#### Картина первая. В доме Дона Паскуале

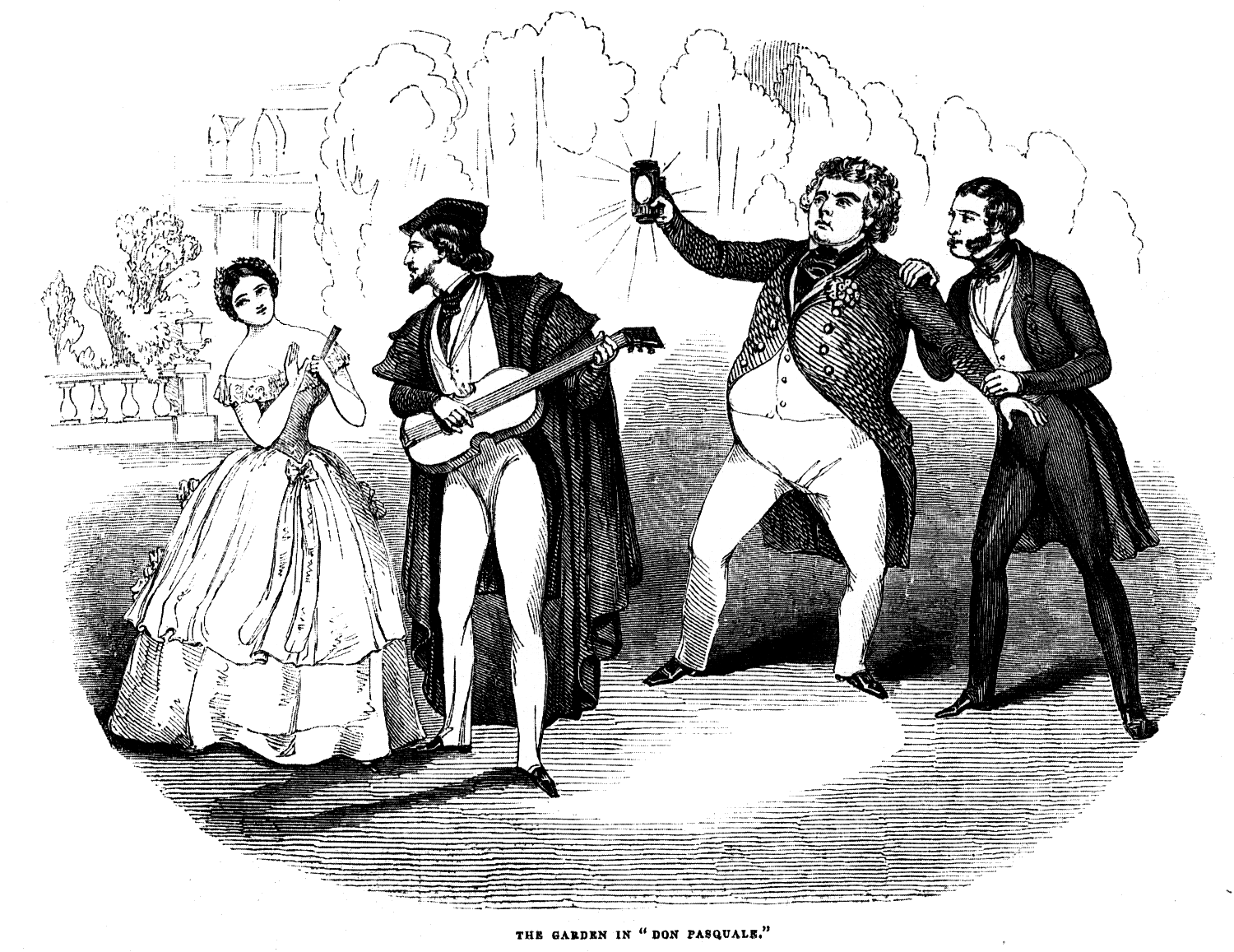
Лондонская постановка «Дона Паскуале» (1843)

Через несколько дней после заключения брака дом старого холостяка не узнать. Здесь полно слуг, приказчиков из различных магазинов с товарами и счетами, которые старик должен оплатить. Появляется Норина. Она наряжена и собирается на бал. Паскуале пытается не пустить её, но разгневанная жена награждает его тумаками и пощёчинами и уходит. Из оброненной записки Паскуале узнаёт, что его жена сегодня вечером назначила в саду свидание любовнику. Старик уходит, схватившись за голову. Слуги и служанки, нанятые Нориной, продолжают разорять дом Дона Паскуале. Появляются Малатеста и Эрнесто. Эрнесто рассказывает, что трюк с запиской подстроен специально, чтобы сегодня вечером завершить розыгрыш, затем он уходит. Появляется Паскуале. Он горько жалуется Малатесте на свою судьбу. От жены он не видит ничего, кроме ругани и тумаков. К себе она его даже близко не подпускает. И в довершение назначает свидание любовникам. Он просит Малатесту помочь застать Софронию врасплох и избавиться от неё, расторгнув брак. Малатеста согласен.

#### Картина вторая. Сад Дона Паскуале
Эрнесто поджидает Норину. Она выходит, и влюблённые объясняются между собой. Появляются Паскуале с Малатестой. Эрнесто убегает, а Норина заявляет, что в саду никого не было. План изобличения жены не удался, Паскуале в отчаянии. Он предлагает Норине развестись. Наученный горьким опытом, Паскуале готов навсегда отказаться от мысли о женитьбе. Тогда Малатеста вызывает Эрнесто, и они открывают старику тайну его мнимой женитьбы. Паскуале счастлив, что избавился от жены, и благословляет Эрнесто и Норину.

## Дискография
- Доницетти. Дон Паскуале. Б.Силлз, А.Краус, Х.Хагегард, Г.Бакье. Дирижёр Н.Решиньо / МЕТ 20.1.1979
- Доницетти. Дон Паскуале. Л.Попп, Ф.Арайса, Б.Вайкль, Е.Нестеренко. Дирижёр Х.Вальберг / RCA 1979
- Доницетти. Дон Паскуале. С.Ялышева, В.Солодовников, Г.Заставный, А.Храмцов. Дирижёр В.Гергиев / Ленинград, Театр им. Кирова 1980
- Доницетти. Дон Паскуале. М.Френи, Й.Винберг, Л.Нуччи, С.Брускантини. Дирижёр Р.Мути / EMI 1982
- Доницетти. Дон Паскуале. А.Нетребко, Х. Д. Флорес, М.Квичень, С.Алаймо. Дирижёр М.Бенини / МЕТ 15.4.2006

## Видеозаписи
- DONIZETTI. Don Pasquale. 13 ноября 2010 года. Режиссёр — Отто Шенк[эсп.]. Дирижёр — Джеймс Ливайн. Дон Паскуале — Джон Дель Карло[англ.]. Норина — Анна Нетребко. Д-р Малатеста — Мариуш Квечень. Эрнесто — Мэттью Поленцани[англ.]. Карлотто — Бернард Фитч (Bernard Fitch). Оркестр и хор Метрополитен-оперы. Продолжительность — 2:22[5].